# Кробанув
Кробанув (пол. Krobanów) — село в Польщі, у гміні Здунська Воля Здунськовольського повіту Лодзинського воєводства.
Населення — 310 осіб (2011).
У 1975-1998 роках село належало до Серадзького воєводства.

## Демографія
Демографічна структура станом на 31 березня 2011 року:
|          | Загалом | Допрацездатний вік | Працездатний вік | Постпрацездатний вік |
| -------- | ------- | ------------------ | ---------------- | -------------------- |
| Чоловіки | 148     | 26                 | 112              | 10                   |
| Жінки    | 162     | 31                 | 95               | 36                   |
| Разом    | 310     | 57                 | 207              | 46                   |